# Luftkvalitetsindex

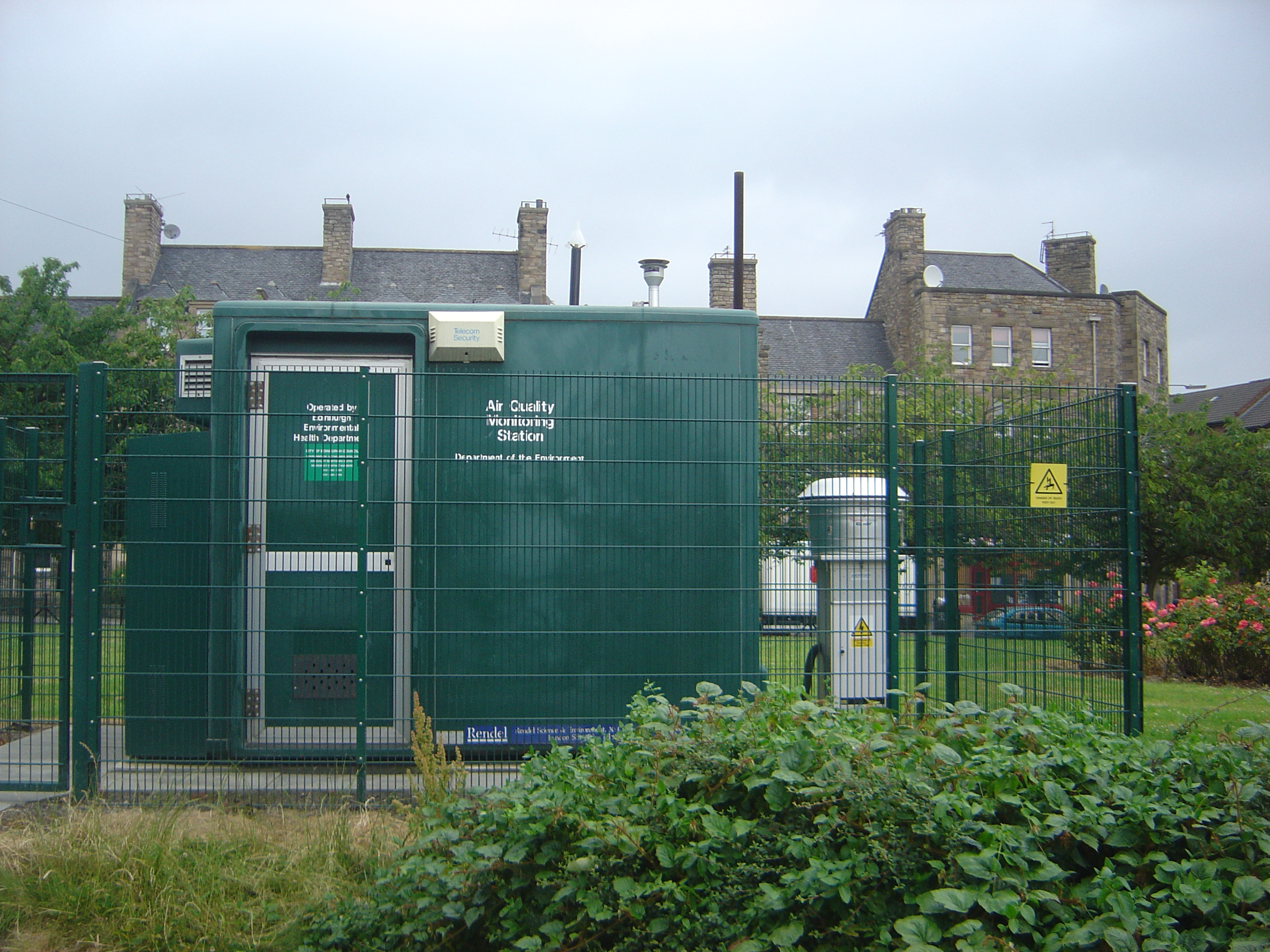
En mätstation i Edinburgh.

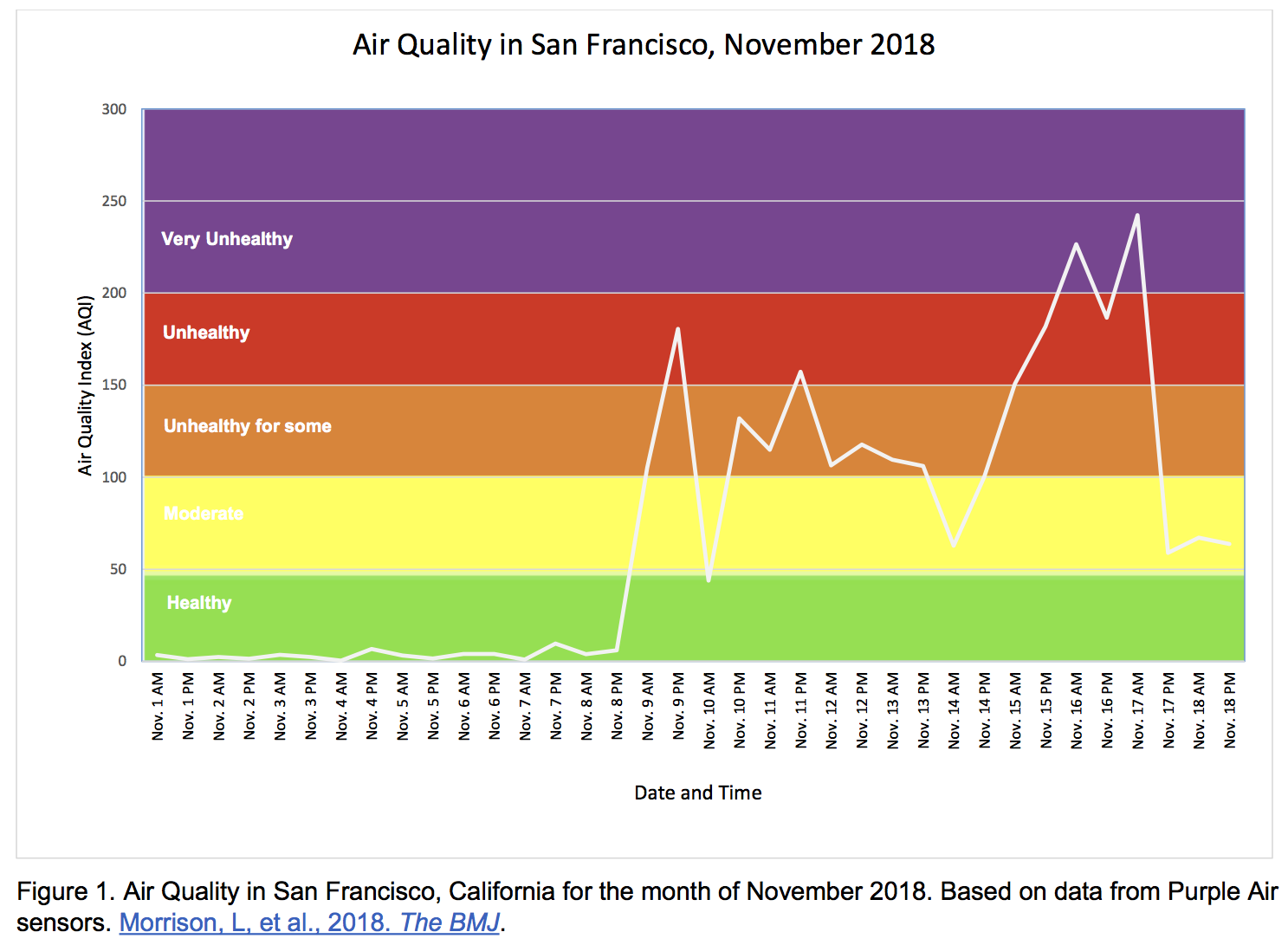
Luftkvalitet enligt AQI i San Francisco i november 2018.

Luftkvalitetsindex (AQI, Air Quality Index) är ett sammanställt mått på atmosfärens innehåll av skadliga ämnen, exempelvis kvävedioxid (NO2), svaveldioxid (SO2), ozon (O3), partiklar (PM), kolmonoxid (CO) och lättflyktiga kolväten (VOC). Vanligt för luftkvalitetsindex är att sammanställningen utgår från en hälsoriskbedömning. Sedan kan även enskilda mätresultat anges separat vid sidan om, så att man kan kontrollera närmare vilka ämnen som ger utslag, alternativt enskilda mätvärden.
Någon absolut definition av måttet finns inte, utan det är en enskild sammanvägning av mätresultat för diverse ämnen som kan vara skadliga i höga doser. Indexvärden kan variera, likaså vilka ämnen som mäts, vilken vikt man åsatt det enskilda mätvärdet osv. Ibland redovisas realtidsvärden automatiskt utan mänsklig kontroll.
I Sverige redovisar SMHI realtidsvärden av luftkvalitet till allmänheten via webbplatsen. Det sker sedan i oktober 2021 på uppdrag av Naturvårdsverket. Där anges index från 1 till 5 med färgkodning (2023), där 1 innebär liten risk även för känsliga grupper, 2 innebär något ökad risk för känsliga grupper, 3 innebär ohälsosam för känsliga grupper, 4 innebär ohälsosam och 5 innebär mycket ohälsosam.
I länder som USA sker dagliga mätningar av luftkvalitet utifrån AQI och när värdena är höga sker allmänna varningar för personer med nedsatt hälsa att vistas utomhus. AQI i USA anges på en skala från 0 till 500 med färgkodning, där 0 är renast luft. Värden upp till 50 anses hälsosamma, värden över 100 kan vara hälsovådliga för känsliga grupper, värden över 200 anses mycket hälsovådliga osv.